# Der Bayerische Landbote
Der Bayerische Landbote (von 1825 bis 1879) später Bayerischer Landbote (1879–1933) war eine täglich erscheinende Zeitung. Sie wurde von Carl Friedrich August Müller gegründet.